# Gary Blades
Gary Blades (Lincoln, 16 november 1980) is een Engelse dartsspeler die uitkomt voor de PDC. Hij haalde zijn tourkaart voor 2020/2021 door op de UK Q-School van 2020 een halve finale te winnen.